# Reno Sinovčić
Reno Sinovčić, hrvatski nogometni sudac iz Zadra. Bio je sudac na utakmicama najvišeg ranga u Hrvatskoj, u 1. HNL. Imao je svoju lokalnu televiziju VOX TV.